# 論人性
《論人性》(On Human Nature)是生物學家艾德華·威爾森 所著。在其大作社會生物學中，威爾森將觀察自螞蟻等社會性生物的結果引用自人類身上，結果招致眾怒，並在一次演講中遭到大學部學生當頭澆下一桶浮著冰塊的冷水。論人性一書是在事件過後，威爾森對人類科學潛心研究而提出之答辯。
在本書中，艾德華·威爾森提出對手學科的概念，認為生物學家要瞭解生物的性質，就要對化學有所研究，因為化學是生物的對手學科，許許多多生物機制的微觀面都是化學作用所組成；化學家要對化學作用有深切的瞭解，就必需要對物理有一般性的瞭解，因為物理是化學的對手學科。要對人的行為有深入的瞭解，甚至能經由教育的方法改變一個人的思想與行為，就要對生物學有基本的認識。

## 章節
- 前言
- 第一章-困境(Dilemma)
- 第二章-遺傳(Heredity)
- 第三章-發展(Development)
- 第四章-浮現(Emergence)
- 第五章-攻擊性(Aggression)
- 第六章-性(Sex)
- 第七章-利他行為(Altruism)
- 第八章-宗教(Religion)
- 第九章-希望(Hope)